# 武本康弘
武本 康弘（たけもと やすひろ、1972年〈昭和47年〉4月5日 - 2019年〈令和元年〉7月18日）は、日本の男性アニメーター、アニメ演出家、アニメ監督。株式会社京都アニメーション取締役。兵庫県赤穂市出身。代々木アニメーション学院大阪校卒業。既婚、1女の父。

## 来歴

### 生い立ち
中華料理店を営む両親の長男として生まれる。多忙な両親と過ごす時間は少なく、幼い頃から絵を描いて過ごしてきた。
兵庫県立赤穂高等学校在学中は文芸部に所属し、テーブルトークRPGに熱中していた。当時から絵が上手であり、当人も「絵を描くことが好き」であったことから高校時代にアニメーターを志した。高校卒業後、代々木アニメーション学院大阪校アニメーター科に入学。
代々木アニメーション学院を卒業後、1992年に20歳で京都アニメーションに入社。アニメーターとして入社したが、演出の仕事を任されるようになり、2002年にはOVA『ナースウィッチ小麦ちゃんマジカルて』で監督を務めた。
2003年、京都アニメーションが初めて元請けとなって制作したテレビアニメ『フルメタル・パニック? ふもっふ』にて監督を務め、それ以降は主力メンバーの一人として、京都アニメーション制作の多くの作品で、監督・絵コンテ・演出などを務めた。

### 放火事件により死去
2019年7月18日に京都アニメーション放火殺人事件が発生して、他のスタッフ同様に「放火に巻き込まれた可能性が高い」とされたまま、マスコミではプライバシーの観点などから「消息不明」の扱いとなっていた。
事件から数日後、安否不明となっていたことを両親が公表した後、7月26日に日本経済新聞が訃報を伝え、8月2日に遺族が了解したうえで京都府警察によって正式に死亡が公表された。第1スタジオの3階で事件に巻き込まれていた。47歳没。

### 死去後
2021年2月24日には、2017年に監督を務めたテレビアニメ『小林さんちのメイドラゴン』の続編『小林さんちのメイドラゴンS』の監督を武本に代わって務めることとなった石原立也が引き継ぐにあたっての思いや、武本の名が「シリーズ監督」としてクレジットされることが公表された。
2023年11月22日に賀東招二による小説『MOON FIGHTERS』が発売され、この作品が賀東と再びタッグを組み、武本初のオリジナルアニメとして放送予定であったが、事件の影響で中止になった『FIRE FIGHTERS!（仮題）』のリライト作品であることが明かされた。

## 参加作品

### テレビアニメ
1992年
- クレヨンしんちゃん（1992年 - 、動画）

1995年
- 天地無用!（原画）

1996年
- 赤ちゃんと僕（1996年 - 1997年、原画）

1997年
- ドラえもん（原画）
- はいぱーぽりす（作画監督・原画）

1999年
- パワーストーン（作画監督・作画監督補佐・原画）
- 天使になるもんっ!（原画）

2000年
- ポケットモンスター（原画）
- ゲートキーパーズ（絵コンテ・演出）
- 犬夜叉（2000年 - 2004年、絵コンテ・演出・原画）

2001年
- The Soul Taker 〜魂狩〜（絵コンテ・演出）
- ジャングルはいつもハレのちグゥ（絵コンテ・演出）
- 地球防衛家族（演出）

2002年
- 東京アンダーグラウンド（絵コンテ・演出）
- キディ・グレイド（2002年 - 2003年、絵コンテ・演出・原画）

2003年
- フルメタル・パニック? ふもっふ（監督・脚本・絵コンテ・演出/OPED絵コンテ・演出）

2005年
- AIR（絵コンテ・演出・原画/OP原画）
- フルメタル・パニック! The Second Raid（監督・脚本・絵コンテ・演出/OPED絵コンテ・演出）

2006年
- 涼宮ハルヒの憂鬱（絵コンテ・演出）
- Kanon（2006年 - 2007年、絵コンテ・演出/OP原画）

2007年
- らき☆すた（監督（第5話より）・絵コンテ・演出/後期EDディレクター（第16話除く）
- CLANNAD（2007年 - 2008年、絵コンテ・演出・原画/ED原画）

2008年
- CLANNAD 〜AFTER STORY〜（2008年 - 2009年、絵コンテ・原画/OPED原画）

2009年
- けいおん!（原画）
- 涼宮ハルヒの憂鬱（2009年版）（団長補佐（監督））・脚本・絵コンテ・演出/OPED絵コンテ・演出・原画）
- 涼宮ハルヒちゃんの憂鬱（監督）

2010年
- けいおん!!（絵コンテ・演出・原画/後期OP原画）

2011年
- 日常（絵コンテ・演出/演出補佐・原画）

2012年
- 氷菓（監督・脚本・絵コンテ・演出/前期・後期OPED絵コンテ・演出）
- 中二病でも恋がしたい！（絵コンテ・演出・原画）

2013年
- たまこまーけっと（絵コンテ・演出・原画/OP原画）
- Free!（絵コンテ・演出）
- 境界の彼方（絵コンテ・演出）

2014年
- 中二病でも恋がしたい!戀（絵コンテ・演出）
- 甘城ブリリアントパーク（監督・脚本・絵コンテ・演出）

2015年
- 響け!ユーフォニアム（絵コンテ・演出・原画）

2016年
- 無彩限のファントム・ワールド（絵コンテ（1話）、演出（最終話））
- 響け！ユーフォニアム2（絵コンテ）

2017年
- 小林さんちのメイドラゴン（監督・脚本・絵コンテ/OPED絵コンテ・ED演出）

2018年
- ヴァイオレット・エヴァーガーデン（絵コンテ（4話、9話）・演出（9話））
- Free!-Dive to the Future-（絵コンテ・演出）
- ツルネ -風舞高校弓道部-（スーパーバイザー・ストーリー監修・演出）

2021年
- 小林さんちのメイドラゴンS（シリーズ監督・絵コンテ（1話、2話））

### 劇場アニメ
1994年
- ウメ星デンカ 宇宙の果てからパンパロパン!（動画）
- クレヨンしんちゃん ブリブリ王国の秘宝（動画）

1995年
- マクロス7 銀河がオレを呼んでいる!（原画）

1996年
- 新きまぐれオレンジ☆ロード capricious orange road そして、あの夏のはじまり（作画監督補佐・原画）

1997年
- ドラえもん のび太のねじ巻き都市冒険記（原画）

1999年
- クレヨンしんちゃん 爆発!温泉わくわく大決戦（原画）
- クレしんパラダイス!メイド・イン・埼玉（原画）

2001年
- 劇場版とっとこハム太郎ハムハムランド大冒険（原画）

2002年
- ドラえもん のび太とロボット王国（原画）

2010年
- 涼宮ハルヒの消失（監督・絵コンテ・原画）

2011年
- 映画けいおん!（製作委員会プロデューサー）

2015年
- 映画 ハイ☆スピード！-Free! Starting Days-（監督）

2016年
- 映画 聲の形（スペシャルサンクス）

2018年
- リズと青い鳥（演出）

2025年
- 小林さんちのメイドラゴン さみしがりやの竜（シリーズ監督）

### OVA
1995年
- ヤマトタケル 〜After War〜（原画）

1996年
- マスターモスキートン（原画）

1997年
- サクラ大戦 桜華絢爛（1997年 - 1998年、作画監督（第3話））

2002年
- ジャングルはいつもハレのちグゥ デラックス（2002年 - 2003年、絵コンテ・演出）
- ナースウィッチ小麦ちゃんマジカルて（監督・絵コンテ・演出・原画/ED原画（第1、2話のみ））

2003年
- ジャングルはいつもハレのちグゥ FINAL（2003年 - 2004年、絵コンテ・演出）

2005年
- MUNTO 時の壁を越えて（原画）

2006年
- フルメタルパニック! The Second Raid 特別版 OVA わりとヒマな戦隊長の一日（監督・絵コンテ・演出）

2008年
- らき☆すたOVA（監督・脚本・絵コンテ・演出・エンディングディレクター）

### その他
1998年
- Dancing Blade かってに桃天使!（キャラクターデザイン・作画監督・コミック版作画）

1999年
- Dancing Blade かってに桃天使!II〜Tears of Eden〜（キャラクターデザイン（池田和美・石田敦子と共同）・総作画監督）

2009年
- 涼宮ハルヒちゃんの憂鬱（監督・絵コンテ・演出／OP絵コンテ・演出／原作単行本4巻にてコメントとイラストを提供）
- にょろーん ちゅるやさん（監督・絵コンテ・演出）

2010年
- 京都アニメーションCM「花編」・「空編」（絵コンテ・演出）

2011年
- 京都アニメーションCM「あじさい編」（原画）

## 逸話
- 石原立也からは「京都アニメーションのスタッフの中でも最も信頼できる仲間の一人」と評された[29]など、他のスタッフから全幅の信頼を寄せられ慕われる人物であった[8]。
- ラジオ『新らっきー☆ちゃんねる』の最終回では、神戸ジーベックホールにて行われた公開録音「やったぜい!ファイナル!だぜい!」にゲスト出演し、白石稔の真似をしてみたりと芸を見せた。また、最後には「武本監督役の武本です」で締め、観客を沸かせた[30]。
- 赤穂市の実家に帰省する際は、高校時代の同級生と旧友と再会していた[10]。多忙故に、実家にも仕事を持ち込んで絵を描く事があった[31][5]。
- 2015年に受けた取材では「作品は作った瞬間、作った人間の手を離れてしまう。それは見た人、それぞれ個々のものになる」「魂であっても、信念であっても、何でもいいんですが、作品には何かがこもっていないとだめ」と語っていた[32][33]。
- 死後、遺体は白い布で覆われた状態で遺族に引き渡された。遺族は「顔は見ない方が良い」と判断して、そのまま荼毘に付された[34][35]。武本の妻は、死亡が公表された8月2日に取材に応じ「今まで作ってきた作品が夫の全てです。それを見ていただいたファンの方が評価していただいていることが、全てだと思います」との声明を発表した[33]。